# Humaid Almas
Humaid Almas (Arabic:حميد ألماس) (sinh ngày 21 tháng 6 năm 1992) là một cầu thủ bóng đá người Các Tiểu vương quốc Ả Rập Thống nhất. Hiện tại anh thi đấu cho Dibba Al-Fujairah.